# 江藤麻由
江藤 麻由（えとう まゆ、1977年8月28日 - ）は、埼玉県浦和市（現・さいたま市）出身のラジオパーソナリティ（東京都出身という情報もあるが、自称はさいたまっ子）。通称：エトマユ。B80、W58、H85。乙女座、B型。主にラジオ番組のパーソナリティの他、CMナレーション、音楽ライターとしても活躍。趣味はライブ観賞、F1・K-1・野球といったスポーツ観戦と、カラオケ。2005年に結婚。

## 主な出演

### テレビ番組
- 「とくダネ!」（フジテレビ　2006年6月～ とくダネ!特捜部レポーター）
- 「夢ヶ丘レジデンス（ユメレジ）」（MUSIC ON! TV木曜アシスタント、2006年7月～2007年3月）

### ラジオ番組
- 「MOZAIKU NIGHT～No.1 Music Factory～」（bayfm、月曜日 25:00～29:53）

#### 過去に出演したラジオ番組
※は番組自体継続中。
- ニッポン放送「ゲルゲットショッキングセンター」（1997年10月～1998年7月）

同番組出演当時はCMなどに出演することが多かったため｢CMタレント｣と自称していた。また、同番組で結成したユニット｢森・リトル・レバー｣として日本武道館のステージにたった。
- STAR digio J-POP STATION 「GOODNOON digio-POP」（1998年10月～1999年3月
- FM yokohama84.7「THE RANKING～Telephone Breaker～」（1999年4月～2002年3月）
- FM-FUJI「Radio Veep」（1999年10月～2002年3月）
- NACK5「MUSIC ON THE FREEWAY」（2001年10月～2002年3月）
- ジョン・レノン音楽祭2001 Dream Power ジョン・レノン スーパー・ライヴ（NACK5、2001年9月22日）
- FM yokohama84.7「WINTER CAMPAIGN 2001 Yokohama SANTA-LAND」（キャンペーンレポーター、2001年12月1日～25日）
- EXCITING SUMMER FROM KARUIZAWA（NACK5、2002年7月22、23日）
- インターネット歌手ナビ音楽祭（JFN系、2002年12月15日）
- FM-FUJI「RADIO-izm」※（2002年1月～2003年3月）
- NACK5 SATURDAY&SUNDAY LIONS※（スタジオDJ）
- NACK5「SPORTS WORLD」※（浦和レッドダイヤモンズ戦、2002年ワールドカップサッカー日韓大会 中継スタジオDJ）
- ニッポン放送「ショウアップナイターニュース」（レポーター、2002年10月～2003年3月）
- NACK5「RADIO-X」※ （2003年4月～2004年3月）
- NACK5「DoCoMo J-POP MAGAZINE」※（2003年4月～2004年3月）
- fm osaka「BEAT DISCOVERRY」（2001年4月～2004年3月）
- ニッポン放送「垣花正のニュースわかんない」（レポーター、2003年4月～2004年3月）
- TOKYO FM「TOYOTA CREATOR'S FACTORY」（月曜日～木曜日夕方放送で放送時間は局によって異なった、2004年10月～2005年3月）（番組内で制作されたショートムービーに出演）
- TOKYO FM「チェリオ・ライフガード presents RADIO MAGAZINE WHAT'S IN?」（毎週土曜25:00～26:00、2004年4月～2006年3月）
- 「au DOWNLOAD MUSIC CHART」（TOKYO FM発37局ネット、日曜12:00～12:55、2007年1～3月）※ANNAの産休代理。

など
- 「小倉智昭のラジオサーキット」※（ニッポン放送、土曜日 13:00～16:00　リポーター、2006年10月～2009年3月）
- 「RADIO BREAKERS」（fm osaka、月曜日～木曜日 22:55～23:00、時期不明）

### CM
- 日本マクドナルド「企業CM」